# Hessen (Ottobeuren)

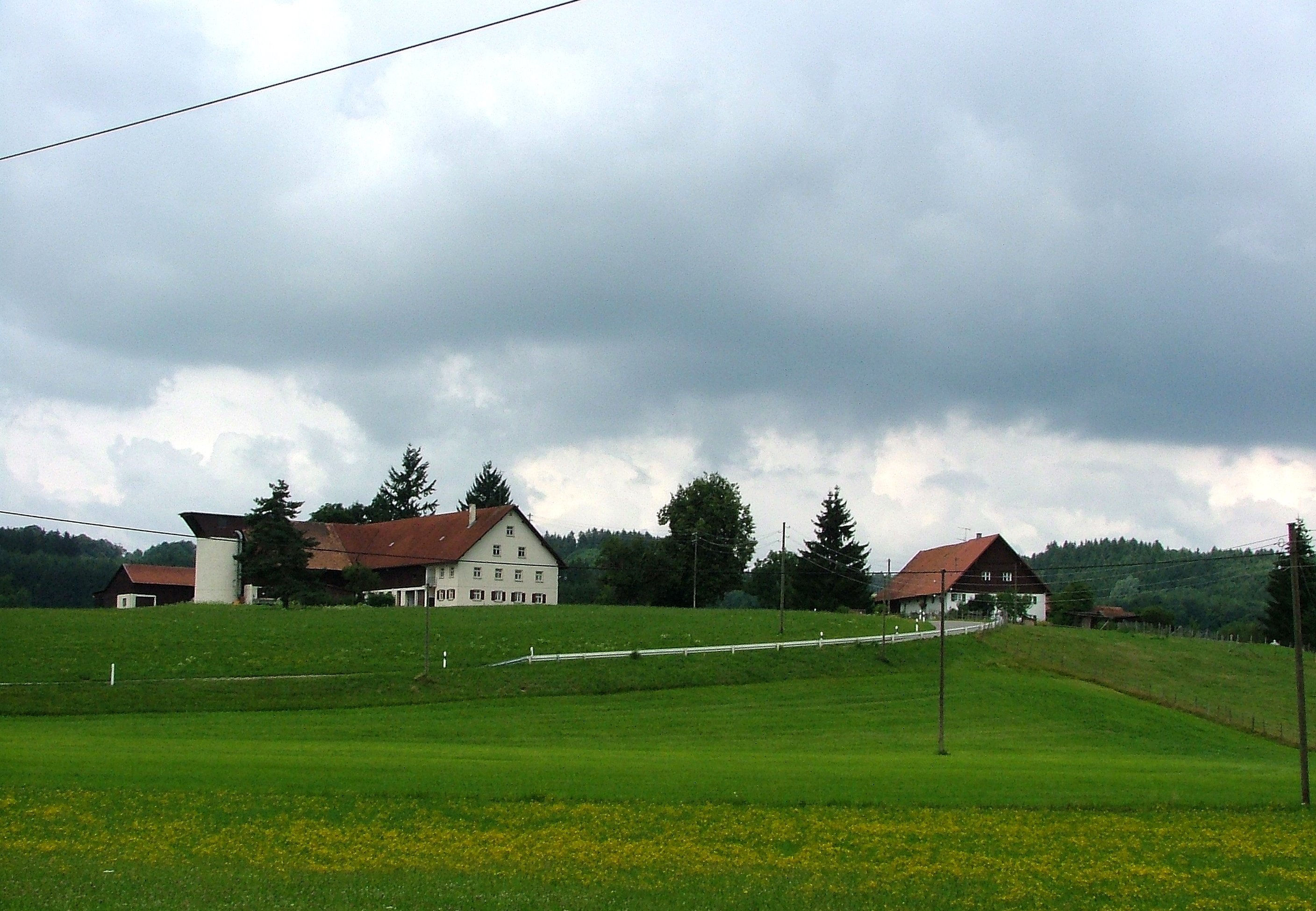
Einöde Hessen

Hessen ist ein Ortsteil des oberschwäbischen Marktes Ottobeuren im Landkreis Unterallgäu.

## Geografie
Die Einöde Hessen liegt etwa drei Kilometer südlich von Ottobeuren. Der Ort ist über die Kreisstraße MN 18 mit dem Hauptort verbunden. Auf den Hessenschen Fluren fließen der Schweinwaldbach, die Westliche Günz und der Moosmühlbach zusammen.

## Geschichte
Hessen wurde erstmals in der Amtszeit des Abtes Rupert erwähnt. Das Kloster bekam das Anwesen von Laien Walther als Geschenk. 1564 hatte das Gehöft 12 Einwohner, 1811 waren es 15 Einwohner und 1961 wieder nur 10 Einwohner.